# Scopula tremula
Scopula tremula är en fjärilsart som beskrevs av Max Joseph Bastelberger 1909. Scopula tremula ingår i släktet Scopula och familjen mätare. Inga underarter finns listade.